# 13620 Moynahan
13620 Moynahan este un asteroid din centura principală de asteroizi.

## Descriere
13620 Moynahan este un asteroid din centura principală de asteroizi. A fost descoperit pe 23 martie 1995 la Kitt Peak National Observatory în cadrul proiectului Spacewatch. El prezintă o orbită caracterizată de o semiaxă mare de 3,21 ua, o excentricitate de 0,04 și o înclinație de 4,0° în raport cu ecliptica.